# This, Ardennes

This este o comună în departamentul Ardennes din nordul Franței. În 1 ianuarie 2022 avea o populație de 225 de locuitori.